# Alanhimmetler, Kıbrıscık
Alanhimmetler là một xã thuộc huyện Kıbrıscık, tỉnh Bolu, Thổ Nhĩ Kỳ. Dân số thời điểm năm 2010 là 105 người.